# Franck Kessié
Franck Yannick Kessié, född 19 december 1996, är en ivoriansk fotbollsspelare som spelar för saudiska Al Ahli. Han spelar även för Elfenbenskustens landslag.

## Karriär

### Tidiga år
Kessié började sin karriär i Stella Club d'Adjamé 2010. 2014 flyttade Kessié upp i A-laget, där han gjorde tre mål på tio matcher.

### Atalanta
Den 29 januari 2015 värvades Kessié av Serie A-klubben Atalanta, där han skrev på ett treårskontrakt. Kessié började i klubbens primaveralag, där han spelade sju matcher.

#### Cesena (lån)
Den 26 augusti 2015 lånades Kessié ut till Serie B-klubben Cesena på låneavtal över säsongen 2015/2016. Kessié debuterade den 26 september 2015 i en 0–0-match mot Perugia, där han blev inbytt i den 77:e minuten mot Antonino Ragusa. Kessié gjorde sitt första mål den 31 oktober 2015 i en 2–0-vinst över Virtus Lanciano. Han spelade totalt 37 matcher och gjorde fyra mål under säsongen 2015/2016.

#### Tillbaka i Atalanta
Efter att ha återvänt från lånet, blev Kessié uppflyttad i Atalantas A-lag av tränaren Gian Piero Gasperini. Han debuterade och gjorde ett mål den 13 augusti 2016 i en 3–0-vinst över Cremonese i Coppa Italia.
Kessié gjorde sin Serie A-debut den 21 augusti 2016 i en 4–3-förlust mot Lazio, där han gjorde två mål.

### Milan
Den 2 juni 2017 lånades Kessié ut till Milan på ett tvåårigt låneavtal som sedermera skulle övergå till en permanent övergång.

### Barcelona
Den 4 juli 2022 värvades Kessié på fri transfer av FC Barcelona, där han skrev på ett fyraårskontrakt. Hans första La Liga-mål var mot Real Madrid den 19 mars 2023.

### Al Ahli
Den 9 augusti 2023 värvades Kessié av saudiska Al Ahli.

## Landslagskarriär
Kessié debuterade för Elfenbenskustens landslag den 6 september 2014 i en 2–1-vinst över Sierra Leone. Han har varit uttagen i Elfenbenskustens trupp till Afrikanska mästerskapet 2017, 2019 och 2021.

## Meriter
AC Milan
- Serie A: 2021/2022

### FC Barcelona
- La Liga: 2022/2023
- Spanska supercupen: 2022-23